# Héctor Lavoe
Héctor Lavoe   (Ponce, 30 de setembre de 1946 - Nova York, 29 de juny de 1993) va ser un cantautor i productor musical porto-riqueny de salsa. Lavoe és una de les figures més reconegudes del món de la salsa i va ajudar a establir la popularitat d'aquest gènere a nivell mundial a les dècades del 1960, 1970, 1980 i començaments dels anys 1990. L'estil i lluminositat de la seva veu, unida a una dicció impecable i a la capacitat de cantar frases llargues i ràpides amb total naturalitat, el van convertir en un dels cantants preferits del públic.

## Biografia
Es va traslladar a la ciutat de Nova York el 3 de maig de 1963, a l'edat de setze anys. Des de 1967 fins a 1986, va estar integrat a l'orquestra de Willie Colón, amb la qual va aconseguir el reconeixement amb cançons com «Aguanile», «Che che colé», «La murga», «El día de suerte», «Todo tiene su final», «Aires de Navidad», «Juana Peña», «Juanito Alimaña», «Triste y vacía», «¿De qué tamaño es tu amor?», «Calle Luna, Calle Sol», «Barrunto», «Timbalero» i «Abuelita», entre d'altres.
També va formar part de l'elenc de l'orquestra Fania All Stars des de la seva creació el 1968 fins als darrers anys de vida. Amb ella va gravar diverses cançons, com ara «Mi gente», «El rey de la puntualidad», «Ublabadú», «Siento» i més temes que van aparèixer al disc recopilatori Fania All-Stars with Hector Lavoe el 1997.
Després de la separació de Willie Colón, va iniciar la seva carrera com a solista i va publicar el seu primer àlbum, La voz, amb el qual va rebre un disc d'or i va obtenir, per part de la revista Latin NY, el premi al millor cantant masculí i millor conjunt de 1976. Posteriorment, va publicar altres àlbums com De ti depende, Comedia, El sabio, ¡Qué sentimiento! i Reventó, entre d'altres. El seu últim àlbum Strikes Back, de 1987, va ser nominat als Premis Grammy de 1988 en la categoria millor àlbum llatí tropical. Al llarg de la seva carrera com a solista, va obtenir diversos èxits musicals com «El cantante», «Rompe saragüey», «Periódico de ayer», «Juanito Alimaña» i «Plato de segunda mesa».
A més d'haver tocat amb Willie Colón i la Fania All Stars, Lavoe va compartir escenari amb artistes de diversos gèneres com Andy Montañez, El Gran Combo, Raphael, Frankie Ruiz, Santos Colón, Oscar D'León, Tito Nieves, José José, Ismael Rivera i Celia Cruz. També va gravar cançons al costat de Daniel Santos, Tito Puente i Richie Ray.
El 1968 va néixer el seu primer fill anomenat José Alberto Pérez, amb Carmen Castro. El seu segon fill anomenat Héctor Pérez Jr., fruit de la seva relació amb Nilda «Puchi» Román (amb qui es casaria posteriorment), va néixer el 1969 però va morir el 1987 en manipular una arma de foc. El juny de 1993, Héctor Lavoe va morir als 46 anys després de patir un càncer de pulmó causat per les complicacions de la sida, que va contreure a mitjans dels anys 1980 després d'injectar-se amb una agulla infectada. El seu cos descansa al cementiri de Ponce, al costat del seu fill Héctor Pérez Jr. i la seva esposa Nilda Román, morta el 2002.